# Yago Pikachu
Glaybson Yago Souza Lisboa (Belém, Brasil; 5 de junio de 1992), conocido como Yago Pikachu, es un futbolista brasileño. Juega de delantero y su equipo actual es el Fortaleza de la Serie A de Brasil‚ a préstamo desde el Shimizu S-Pulse de Japón.

## Trayectoria
Yago Pikachu entró a las inferiores del Paysandu en 2005 proveniente del Tuna Luso. Fue aquí donde adoptó el apodo de Pikachu por su baja estatura y velocidad. Debutó en el primer equipo del Paysandu el 14 de enero de 2012, en la derrota por 1-2 ante el Cametá en el Campeonato Paraense. Disputó 19 encuentros en la campaña de la Serie C del club, donde ganó el ascenso a la Serie B tras seis años.
Yago Pikachu disputó su encuentro 200 en el club el 15 de agosto de 2015, en la victoria por 3-1 ante el Oeste.
El 16 de diciembre de 2015, el delantero firmó en el Vasco da Gama, ganando el ascenso a la Serie A en 2016.
Debutó en la primera división brasileña el 14 de mayo de 2017 ante Palmeiras, disputó 27 encuentros en su primera campaña. Completó 200 encuentros con Vasco en 2019.
De cara a la temporada 2021, Yago Pikachu fue transferido al Fortaleza.

## Estadísticas
Actualizado al último partido disputado el 14 de marzo de 2024.
| Club                   | Div.          | Temporada     | Liga  | Liga  | Estatal | Estatal | Copas nacionales | Copas nacionales | Copas internacionales | Copas internacionales | Total | Total |
| Club                   | Div.          | Temporada     | Part. | Goles | Part.   | Goles   | Part.            | Goles            | Part.                 | Goles                 | Part. | Goles |
| ---------------------- | ------------- | ------------- | ----- | ----- | ------- | ------- | ---------------- | ---------------- | --------------------- | --------------------- | ----- | ----- |
| Paysandu · Brasil      | 3.ª           | 2012          | 19    | 6     | 21      | 4       | 5                | 2                | —                     | —                     | 45    | 12    |
| Paysandu · Brasil      | 2.ª           | 2013          | 35    | 9     | 21      | 6       | 4                | 0                | —                     | —                     | 60    | 15    |
| Paysandu · Brasil      | 3.ª           | 2014          | 22    | 4     | 7       | 1       | 5                | 1                | —                     | —                     | 34    | 6     |
| Paysandu · Brasil      | 2.ª           | 2015          | 35    | 9     | 5       | 2       | 8                | 4                | —                     | —                     | 48    | 15    |
| Paysandu · Brasil      | Total club    | Total club    | 111   | 28    | 54      | 13      | 22               | 7                | 0                     | 0                     | 187   | 48    |
| Vasco da Gama · Brasil | 2.ª           | 2016          | 27    | 3     | 11      | 0       | 8                | 1                | —                     | —                     | 46    | 4     |
| Vasco da Gama · Brasil | 1.ª           | 2017          | 27    | 2     | 11      | 3       | 2                | 0                | —                     | —                     | 40    | 5     |
| Vasco da Gama · Brasil | 1.ª           | 2018          | 35    | 10    | 11      | 4       | 2                | 1                | 10                    | 4                     | 58    | 19    |
| Vasco da Gama · Brasil | 1.ª           | 2019          | 36    | 5     | 13      | 3       | 6                | 1                | —                     | —                     | 55    | 9     |
| Vasco da Gama · Brasil | 1.ª           | 2020          | 28    | 2     | 9       | 0       | 6                | 0                | 5                     | 0                     | 48    | 2     |
| Vasco da Gama · Brasil | Total club    | Total club    | 153   | 22    | 55      | 10      | 24               | 3                | 15                    | 4                     | 247   | 39    |
| Fortaleza · Brasil     | 1.ª           | 2021          | 34    | 9     | 4       | 1       | 8                | 2                | —                     | —                     | 46    | 12    |
| Fortaleza · Brasil     | 1.ª           | 2022          | 14    | 4     | 6       | 4       | 4                | 3                | 8                     | 2                     | 32    | 13    |
| Fortaleza · Brasil     | 1.ª           | 2023          | 37    | 7     | 9       | 1       | 4                | 1                | 14                    | 3                     | 64    | 12    |
| Fortaleza · Brasil     | 1.ª           | 2024          | —     | —     | 5       | 2       | 1                | 0                | —                     | —                     | 6     | 2     |
| Fortaleza · Brasil     | Total club    | Total club    | 85    | 20    | 24      | 8       | 17               | 6                | 22                    | 5                     | 148   | 39    |
| S-Pulse Japón          | 1.ª           | 2022          | 12    | 0     | —       | —       | 0                | 0                | 0                     | 0                     | 12    | 0     |
| S-Pulse Japón          | Total club    | Total club    | 12    | 0     | 0       | 0       | 0                | 0                | 0                     | 0                     | 12    | 0     |
| Total carrera          | Total carrera | Total carrera | 361   | 70    | 133     | 31      | 63               | 16               | 37                    | 9                     | 594   | 126   |

## Palmarés

### Títulos estatales
| Título              | Club          | País            | Año  |
| ------------------- | ------------- | --------------- | ---- |
| Campeonato Paraense | Paysandu      | Pará            | 2013 |
| Campeonato Carioca  | Vasco da Gama | Río de Janeiro  | 2016 |
| Taça Guanabara      | Vasco da Gama | Río de Janeiro  | 2016 |
| Taça Guanabara      | Vasco da Gama | Río de Janeiro  | 2019 |
| Taça Rio            | Vasco da Gama | Río de Janeiro  | 2017 |
| Campeonato Cearense | Fortaleza EC  | Ceará           | 2021 |
| Campeonato Cearense | Fortaleza EC  | Ceará           | 2022 |
| Copa do Nordeste    | Fortaleza EC  | Región Nordeste | 2022 |
| Campeonato Cearense | Fortaleza EC  | Ceará           | 2023 |
| Copa do Nordeste    | Fortaleza EC  | Región Nordeste | 2024 |

### Distinciones individuales
| Distinción                                           | Año  |
| ---------------------------------------------------- | ---- |
| Equipo ideal del Campeonato Carioca                  | 2018 |
| Equipo ideal del Campeonato Brasileño de Serie A     | 2021 |
| Troféu Mesa Redonda: Mejor lateral derecho de Brasil | 2021 |